# جورج ساموئل کلاسون
جورج ساموئل کلاسون (به انگلیسی: George Samuel Clason) (۷ نوامبر ۱۸۷۴–۷ آوریل ۱۹۵۷) نویسنده آمریکایی کتاب ثروتمندترین مرد بابل است که در سال ۱۹۲۶ منتشر شد. او متولد لوئیزیانا، میزوری بوده و دارای دو کمپانی به نام‌های کمپانی نقشه کلاسون و شرکت انتشارات کلاسون بوده و در خلال جنگ‌های آمریکا با اسپانیایی‌ها وارد ارتش شده‌است. کمپانی نقشه کلاسون نخستین ناشر کتاب نقشه راه‌ها در ایالات متحده آمریکا است. او در طول حیات خود دو بار ازدواج کرد. وی در ناپا، کالیفرنیا درگذشت و در آرامگاه ملی دروازه طلایی شهرستان سن ماتئو، کالیفرنیا به خاک سپرده شد.

## زندگی
جورج س. کلاسون در شهر لوئیزیانا، میزوری در سال ۱۸۷۴ متولد شد. او به دانشگاه نبراسکا رفت و در جنگ آمریکا و اسپانیا در ارتش ایالات متحده خدمت کرد. پس از جنگ، او به دنور رفت و در آنجا شرکت نقشه‌کشی کلاسون دنور را تأسیس و کار حرفه‌ای خود را شروع کرد. اگر چه موفق شد، این شرکت در رکود بزرگ از بین رفت. در سال ۱۹۲۶ او اولین بار از یک سری از جزوات در مورد موفقیت و موفقیت مالی در قالب بابل باستان برای ارائه هر یک از نکات خود صادر کرد. بانک‌ها و شرکت‌های بیمه شروع به انتشار مقالات وی در مقادیر زیادی برای آموزش مزایای صرفه جویی و کار سخت کردند به طوری که او را با میلیون‌ها نفر آشنا ساخت. معروف‌ترین آن‌ها ثروتمندترین مرد بابل است.

او در طول حیات خود دو بار ازدواج کرد. وی در ناپا، کالیفرنیا در سال ۱۹۵۷ درگذشت و در آرامگاه ملی دروازه طلایی شهرستان سن ماتئو، کالیفرنیا به خاک سپرده شد.

## ثروتمندترین مرد بابل
در سال ۱۹۲۶ کلاسون جزواتی را دربارهٔ راه‌های رسیدن به ثروت منتشر ساخت که بعدها با ادغام ابن جزوات کتاب ثروتمندترین مرد بابل شکل گرفت. حکایت‌های کوتاه این کتاب برای خوانندگان زیادی الهام‌بخش بوده که باعث شده رفتاری مسئولانه داشته باشند. از جمله این افراد رابرت کیوساکی و دونالد ترامپ اشاره نمود.
بابل به این دلیل ثروتمندترین شهر دنیای باستان شناخته شد، که شهروندان آن غنی ترین افراد زمان خود بودند.
آنان ارزش پول را می دانستند، اصول مالی صحیح برای کسب درآمد، حفظ پول و به دست آوردن پول بیشتر از پولشان را به کار بردند، و آن چیزی که همه ما آرزویش را داریم، یعنی منبع درآمدی برای آینده، را به دست آوردند و ثروتمندترین مرد بابل داستان یکی از این اشخاص بابلی می باشد.